# Amicale Sportive de Poissy
O Amicale Sportive de Poissy é um clube de futebol com sede em Poissy, França. A equipe compete no Championnat de France Amateur.

## História
O clube foi fundado em 1904.